# グレッジョ
グレッジョ（伊: Greggio）は、イタリア共和国ピエモンテ州ヴェルチェッリ県にある、人口約300人の基礎自治体（コムーネ）。

## 地理

### 位置・広がり
| 隣接するコムーネは以下の通り。括弧内のNOはノヴァーラ県所属を示す。 - アルバーノ・ヴェルチェッレーゼ - アルボーリオ - レチェット (NO) - サン・ナッツァーロ・セージア (NO) - ヴィッラルボイト |